# زانکت ماریان کیرشنبای شاردینگ
زانکت ماریان کیرشنبای شاردینگ (به آلمانی: Sankt Marienkirchen bei Schärding) یک منطقهٔ مسکونی در اتریش است که در ناحیه شاردینگ واقع شده‌است. زانکت ماریان کیرشنبای شاردینگ ۲۴٫۹۱ کیلومتر مربع مساحت دارد ۳۳۸ متر بالاتر از سطح دریا واقع شده‌است.

## خواهرخوانده
شهر شتامسرید خواهرخواندهٔ زانکت ماریان کیرشنبای شاردینگ هست.